# Allofanita
La allofanita es un hidrosilicato de aluminio amorfo, del grupo de los filosilicatos. Descubierto en Gräfenthal, Turingia (Alemania), en 1816, el nombre deriva del griego άλλος ("allos" que significa "diferente") y φαίνεσθαι ("phaenesthai" que significa parecer), en alusión al cambio que experimenta a la llama. Sinónimos en español son: elhuyarita, ilbaíta, riemanita o riemannita.
El hábito es con las partículas de tamaño pequeño morfología de bolas.

## Propiedades
Composición química muy variable. Es el principal miembro del llamado grupo de la allofanita, de filosilicatos. Las variedades con cobre pueden hacerla confundir a los inexpertos con la crisocola, mientras que otras variedades incoloras pueden confundirla con la hialita. Puede tener impurezas de otros elementos que le dan las distintas tonalidades, frecuentemente: Ti, Fe, Mg, Ca, Na, K.

## Formación y yacimientos
Es un producto de alteración a la intemperie de cenizas volcánicas. Aparece en rocas ígneas alteradas hidrotermalmente, a partir de la descomposición de feldespatos. También en filones hidrotermales, típicamente relacionado con depósitos de mineral de cobre. También se puede encontrar en rocas sedimentarias, incluyendo los depósitos de carbón y los de creta.